# Vampire (Band)
Vampire ist eine schwedische Death-Metal-Band aus Göteborg, die im Jahr 2011 gegründet wurde.

## Geschichte
Die Band wurde im Jahre 2011 von dem Sänger und Schlagzeuger Lars „Hand of Doom“ Martinsson (The Legion), dem Gitarristen Joel Stefan Eskil „Black String“ Pälvärinne und dem Bassisten Pär Joakim „Command“ Proos gegründet. Ein selbstbetiteltes Demo schloss sich im September des Folgejahres mit einer Auflage von 300 Stück an. Dadurch konnte die Band ihre Bekanntheit erhöhen und vermehrt Auftritte abhalten. Im Januar 2013 erschien das Demo als Single mit einer Auflage von 500 Stück, mit einem zusätzlichen Lied, bei To the Death Records. Währenddessen hatte die Gruppe bereits ihren Debütauftritt in Kopenhagen abgehalten und spielte zudem auf dem Live Evil, dem Muskelrock Festival und zusammen mit Repulsion in Oslo. Mit letzteren spielte Vampire das Bathory-Lied The Reaper gemeinsam auf der Bühne. Danach begab sich die Gruppe in das Svenska Grammofonstudion, um die Aufnahmen für das selbstbetitelte Debütalbum einzuspielen, das Ende März 2014 bei Century Media erschien. Auf dem Album war Ratwing als neuer Schlagzeuger zu hören, sodass sich Martinsson komplett auf den Gesang konzentrieren konnte.

## Stil
Im Rock-Hard-Interview gab Lars Martinsson Gruppen wie Possessed, Destruction, Autopsy, Sarcófago sowie Bands der skandinavischen Black-Metal-Welle wie Emperor und Darkthrone als Einflüsse an. Laut Jan Jaedike vom Rock Hard spiele die Band auf dem Debütalbum klassischen Death Metal, der sich stark an den Werken von Venom und Celtic Frost orientiere.

## Diskografie
- 2012: Vampire (Demo, Eigenveröffentlichung)
- 2013: Vampire (Single, To the Death Records)
- 2014: Vampire (Album, Century Media)
- 2014: Miasmal / Vampire (Split mit Miasmal, Eigenveröffentlichung)
- 2015: Cimmerian Shade (EP, Century Media)
- 2017: With Primeval Force (Album, Century Media)
- 2020: Rex (Album, Century Media)